# Wishmaster 3 - La pietra del diavolo
Wishmaster 3 - La pietra del diavolo (Wishmaster 3: Beyond the Gates of Hell) è un film del 2001 diretto da Chris Angel.

## Trama
Per la terza volta, il malvagio Djinn torna a distruggere la vita di altri innocenti. Questa volta, la sua vittima è una bella, innocente e studiosa ragazza di nome Diana Collins che ha accidentalmente aperto la tomba del Djinn (una strana scatola con un gioiello all'interno) e lo ha rilasciato. Dopo aver ottenuto la sua libertà, il Professor Barash, insegnante di Diana, chiede al Djinn di lasciare che sia lui a esprimere i desideri. Il professore desidera che due delle donne più belle del mondo si innamorino di lui.
Tuttavia, non appena il Djinn esaudisce questo desiderio, le donne uccidono il professore; il Djinn toglie la faccia al professore morto, cosa che gli permette di rubare la sua identità. Quindi uccide una segretaria perché lei desidera "bruciare i file" ma invece dei file, lei brucia. Prende il fascicolo studentesco di Diana nel tentativo di trovarla e costringerla a soddisfare i suoi tre desideri. Mentre Daiana è in fuga, deve sforzarsi di impedire al Djinn di sottoporre il mondo intero all'ira dell'inferno. Va in una chiesa per sicurezza, ma c'è il Djinn al posto del prete. La sua amica Ann, che ora è "l'assistente di insegnamento del professore", esprime il desiderio di "voler perdere un po' di peso", a cui vomita le viscere per il dolore. Diana usa il suo primo desiderio di smettere di provare dolore, ma ovviamente il Djinn distorce il desiderio, uccidendola.
Daiana, notando che si trova in una chiesa di San Michele, usa un altro desiderio per evocare l'arcangelo Michele che possiede il corpo del suo ragazzo, Greg (stava per essere il suo corpo, ma Greg la respinse mentre lo spirito entrava in lui ). Segue una lotta con il Djinn in realtà in qualche modo vincente, ma Michele e Daiana scappano in un teatro. Mentre il Djinn cerca di seguirli, va in una strada diversa e incontra una studentessa di nome Elinor che comincia a flertare con lui, e poi desidera che lui "le spezzi il cuore", cosa che letteralmente provoca la sua morte. Successivamente, il Djinn va nella stanza di Diana dove si trova il suo amico Billy. Billy viene ucciso dicendo al Djinn di "soffiarlo"; soffia il suo corpo contro una testa di toro di legno e le corna trafiggono il suo corpo. Il Djinn raccoglie quindi una foto di Diana e delle sue amiche e minaccia di ferire Katie a meno che Diana non esprima il suo terzo desiderio. Michele le rivela che la sua spada angelica può uccidere il Djinn, ma dovrà essere Daiana a usarla (solo chi ha evocato il Djinn può sconfiggerlo). Daiana cerca di impugnare la spada, ma questa le brucia il braccio; Michele usa i suoi poteri per guarirla, ma afferma che non è ancora pronta.
Katie trova il cadavere di Billy e si ritrova inseguita dal Djinn in una stanza delle scienze, dove il Djinn la induce a pensare che potrebbe nascondersi con successo da lui. Quando lei desidera "un posto dove nascondersi", le infila la testa in una gabbia di topi da laboratorio che le mordono la testa, provocandone la morte.
Segue una seconda battaglia tra Michele e il Djinn, con la conseguenza che la mano del Djinn viene brevemente tagliata dalla spada, ma ricresce. Michele scappa con Daiana in macchina, ma il Djinn corre verso l'auto, ci salta sopra e cerca di ferirli. Daiana guida il suo fianco in un'altra macchina, facendolo così cadere. Quindi si precipita in un posto informativo e l'auto viene capovolta, imitando come erano morti i suoi genitori anni prima.
Alla fine, Daiana tenta di suicidarsi gettandosi da un edificio, ma si rivela essere un inganno che le dà in realtà la possibilità di brandire la spada di Michele, e con essa uccide il Djinn, ma viene ferita a morte quando entrambi cadono nel processo. Michele guarisce le sue ferite prima di tornare in paradiso e Daiana è finalmente in grado di ammettere di amare il suo ragazzo, che è tornato alla normalità.

## Sequel
Nel 2002 uscì Wishmaster 4 - La profezia maledetta (Wishmaster 4: The Prophecy Fullfilled)

## Distribuzione internazionale
- Stati Uniti d'America: 23 ottobre 2001
- Russia: 14 gennaio 2002
- Norvegia: 13 febbraio 2002
- Italia: 2 settembre 2003
- Ungheria: 2 agosto 2006